# Mark Mersiowsky
Mark Mersiowsky (* 28. Juli 1963 in Herford) ist ein deutscher Historiker und Diplomatiker. Seit 2014 lehrt er als Professor für Geschichte des Mittelalters an der Universität Stuttgart.

## Leben und Wirken
Mark Mersiowsky besuchte von 1969 bis 1973 die Grundschule in Kabul und von 1973 bis 1982 das Ravensberger Gymnasium Herford. 1982 nahm er das Studium der Mittleren und Neueren Geschichte, der Historischen Hilfswissenschaften und der Kunstgeschichte an der Westfälischen Wilhelms-Universität Münster, der Universität Wien und der Philipps-Universität Marburg auf, das er 1988 mit dem Magister artium an der WWU Münster abschloss. Ab 1988 war er an der Universität Münster als wissenschaftlicher Mitarbeiter beschäftigt. Im Jahr 1992 wurde er mit einer Arbeit über die territoriale Rechnungslegung im deutschen Nordwesten in Münster bei Peter Johanek promoviert. Von 1998 bis 2001 hatte er ein Habilitandenstipendium der Deutschen Forschungsgemeinschaft.
Seit 1989 nahm er Lehraufträge in Mittlerer Geschichte und Historischen Hilfswissenschaften an der Westfälischen Wilhelms-Universität Münster, der Universität Paderborn und der Eberhard Karls Universität Tübingen wahr und habilitierte sich 2002 an der Westfälischen Wilhelms-Universität Münster, an der er 2003/2004 als Privatdozent tätig war. 2004 erfolgte die Umhabilitation an die Universität Stuttgart. Seine Lehrbefugnis (Venia legendi) umfasste mittelalterliche Geschichte, Vergleichende Landesgeschichte und Historische Hilfswissenschaften. Ebenfalls 2003 war er Gastprofessur an der École nationale des chartes in Paris und hatte 2006/07 Lehrstuhlvertretungen an der Universität Stuttgart und der Karl-Franzens-Universität Graz inne. 2007 wurde er zum außerplanmäßigen Professor an der Universität Stuttgart ernannt. Von 2003 bis 2010 war er wissenschaftlicher Angestellter bei den Monumenta Germaniae Historica und war dort für die Diplomatik zuständig. Seit dem 1. Februar 2010 war er als Nachfolger von Josef Riedmann Professor für Geschichte des Mittelalters und Historische Hilfswissenschaften an der Universität Innsbruck. Seit August 2010 ist er Mitglied der Commission Internationale de Diplomatique. Nach einem Ruf an die Universität Stuttgart auf die W3-Professur für Mittelalterliche Geschichte als Nachfolger Folker Reicherts hatte er im Sommersemester 2014 zunächst eine Vakanzvertretung inne, ab 1. November 2014 ist er dort Professor.
Seine Forschungsschwerpunkte sind die mittelalterliche Geschichte mit Schwerpunkten in der Karolingerzeit, der Stauferzeit, Edition der Diplome König Heinrichs (VII.) für die MGH-Diplomata und dem Spätmittelalter, Adelsgeschichte, Vergleichende Städtegeschichte, Vergleichende Landesgeschichte mit Schwerpunkten Westfalen, Rheinland, Südwestdeutschland, Tirol, Historische Hilfswissenschaften, insbesondere Diplomatik und Paläographie, mittelalterliches Geschäftsschriftgut, Rechnungen, aber auch die Forschungsgeschichte von Diplomatik und Paläographie.
Seit 2019 ist Mersiowsky korrespondierendes Mitglied der Historischen Kommission für Westfalen.

## Schriften (Auswahl)
Monografien
- Die Anfänge territorialer Rechnungslegung im deutschen Nordwesten. Spätmittelalterliche Rechnungen, Verwaltungspraxis, Hof und Territorium (= Residenzenforschung. Bd. 9). Thorbecke, Stuttgart 2000, ISBN 3-7995-4509-3.
- Die Urkunde in der Karolingerzeit. Originale, Urkundenpraxis und politische Kommunikation (= Monumenta Germaniae Historica Schriften. Bd. 60). 2 Bde., Harrassowitz, Wiesbaden 2015, ISBN 978-3-447-10079-3.
- mit Ellen Widder und Holger von Neuhoff: Von Christi Geburt bis in die Gegenwart. Die Geschichte des Christentums. Zwei Jahrtausende christlicher Geschichte – Zahlen, Fakten, Zusammenhänge und 40 Darstellungen aus der jeweiligen Epoche. Bonn 2003 (monumente).
- mit Ellen Widder und Holger von Neuhoff: Von Christi Geburt bis in die Gegenwart. Die Geschichte des Christentums. Zwei Jahrtausende christlicher Geschichte – Zahlen, Fakten, Zusammenhänge und 40 Darstellungen aus der jeweiligen Epoche. 3., aktualisierte Auflage. Bonn 2007.
- Chartae Latinae Antiquiores. Facsimile-edition of the Latin Charters, 2nd series, ninth century, hrsg. von Guglielmo Cavallo, Giovanna Nicolaj. Part CXV: Germany IV, Dietikon–Zürich 2019.

Herausgeberschaften
- mit Ellen Widder, Maria-Theresia Leuker: Manipulus florum. Aus Mittelalter, Landesgeschichte, Literatur und Historiographie. Festschrift für Peter Johanek zum 60. Geburtstag. Waxmann, Münster 2000, ISBN 3-89325-743-8.
- mit Ellen Widder, Peter Johanek: Vestigia monasteriensia: Westfalen – Rheinland – Niederlande. Bielefeld 1995, ISBN 3-89534-110-X.
- mit Christoph Haidacher: 1363–2013. 650 Jahre Tirol mit Österreich. Dem Andenken an Ao. Univ.-Prof. Dr. Klaus Brandstätter † 23.8.2014 gewidmet (= Veröffentlichungen des Tiroler Landesarchivs. Band 20). Wagner, Innsbruck 2015, ISBN 978-3-7030-0851-1.
- mit Peter Rückert, Nicole Bickhoff: Briefe aus dem Spätmittelalter: Herrschaftliche Korrespondenz im deutschen Südwesten. Kohlhammer, Stuttgart 2015, ISBN 978-3-17-026340-6.
- mit Anja Thaller, Joachim J. Halbekann: Schreiben – Verwalten – Aufbewahren. Neue Forschungen zur Schriftlichkeit im spätmittelalterlichen Esslingen (= Esslinger Studien. Bd. 49). Jan Thorbecke Verlag, Ostfildern 2018, ISBN 978-3-7995-1280-0.